# Haplidia etrusca
Haplidia etrusca är en skalbaggsart som beskrevs av Ernst Gustav Kraatz 1882. Haplidia etrusca ingår i släktet Haplidia och familjen Melolonthidae. Inga underarter finns listade i Catalogue of Life.